# Sparrow Bush
Sparrow Bush es un lugar designado por el censo ubicado en el condado de Orange en el estado estadounidense de Nueva York. En el Censo de 2020 tenía una población de 981 habitantes y una densidad poblacional de 131,68 habitantes por km². Fue incluido como CDP en el censo de 2020.

## Geografía
Sparrow Bush se encuentra ubicado en las coordenadas 41°24′00″N 74°43′24″O / 41.40000, -74.72333. Según la Oficina del Censo de los Estados Unidos,  tiene una superficie total de 7,45 km², de la cual 7,27 km² corresponden a tierra firme y 0,18 km² a agua.